# Einzeltonneume
Einzeltonneumen sind Neumen des Gregorianischen Chorals, die aus einem einzigen Ton beliebiger Tonhöhe bestehen. Gruppenneumen, die aus zwei oder drei Einzeltönen zusammengesetzt sind, werden als Doppeltonneumen und Dreifachtonneumen bezeichnet. Bei der Kombination von Gruppenneumen wird von Mehrgruppenneumen gesprochen.
Einzeltonneumen können ganz unterschiedliche Interpretationen haben. Diese können in der reinen Quadratnotation nur in geringem Maße unterschieden werden. In der moderneren Neographie werden die Unterschiede zwischen den Einzeltonneumen etwas genauer dargestellt. Noch hilfreicher ist das Studium der originalen Neumen-Handschriften, in denen zwischen verschiedenen Einzeltonneumen unterschieden wird.
Das Quilisma taucht nie als erste Neume und häufig in Kombination mit einem Pes, dem sogenannten Quilisma-Pes auf. Dabei ist auffällig, dass das Quilisma oft einen Ton über dem vorausgehenden Ton steht und von einem Halbtonschritt nach oben gefolgt wird.
Auch der Oriscus taucht nie als erste Neume einer Melodie auf. Umgekehrt als beim Quilisma steht der Oriscus meist einen halben Ton über dem vorausgehenden Ton und wird im Falle des Oriscus-Pes meist von einem Ganztonschritt nach oben gefolgt.

## Notation
Die wichtigsten Einzeltonneumen sind im Folgenden mit der üblichen diastematischen und adiastematischen Notation in alphabetischer Reihenfolge aufgeführt:
| Bezeichnung                       | Quadratnotation | Notation St. Gallen / Einsiedeln | Anmerkungen                                                                       |
| --------------------------------- | --------------- | -------------------------------- | --------------------------------------------------------------------------------- |
| Oriscus                           |                 |                                  | vorzugsweise als zweites Element in Zusammensetzungen                             |
| Punctum                           |                 |                                  | kurzer Ton                                                                        |
| Punctum inclinatum                |                 |                                  | nur in der Neographie der Quadratnotation, kurzer Ton am Ende einer Mehrtongruppe |
| Quilisma                          |                 |                                  | eventuell ein kurzer, schwacher, flüchtiger Ton                                   |
| Stropha / Apostropha / Strophicus |                 |                                  | kurzer Ton in Tonwiederholungen                                                   |
| Tractulus                         |                 |                                  | relativ tiefer Ton mit einer Dauer entsprechend der Silbenlänge                   |
| Uncinus                           |                 | (Kodex Laon)                     | Ton von der Dauer der Silbe                                                       |
| Virga                             |                 |                                  | Ton von der Dauer der Silbe, in St. Gallen Standardton                            |